# تلمبه اسلام‌آباد (ملک‌آباد)
تلمبه اسلام‌آباد یک منطقهٔ مسکونی در ایران است که در دهستان ملک‌آباد واقع شده‌است.